# Sauce salsa

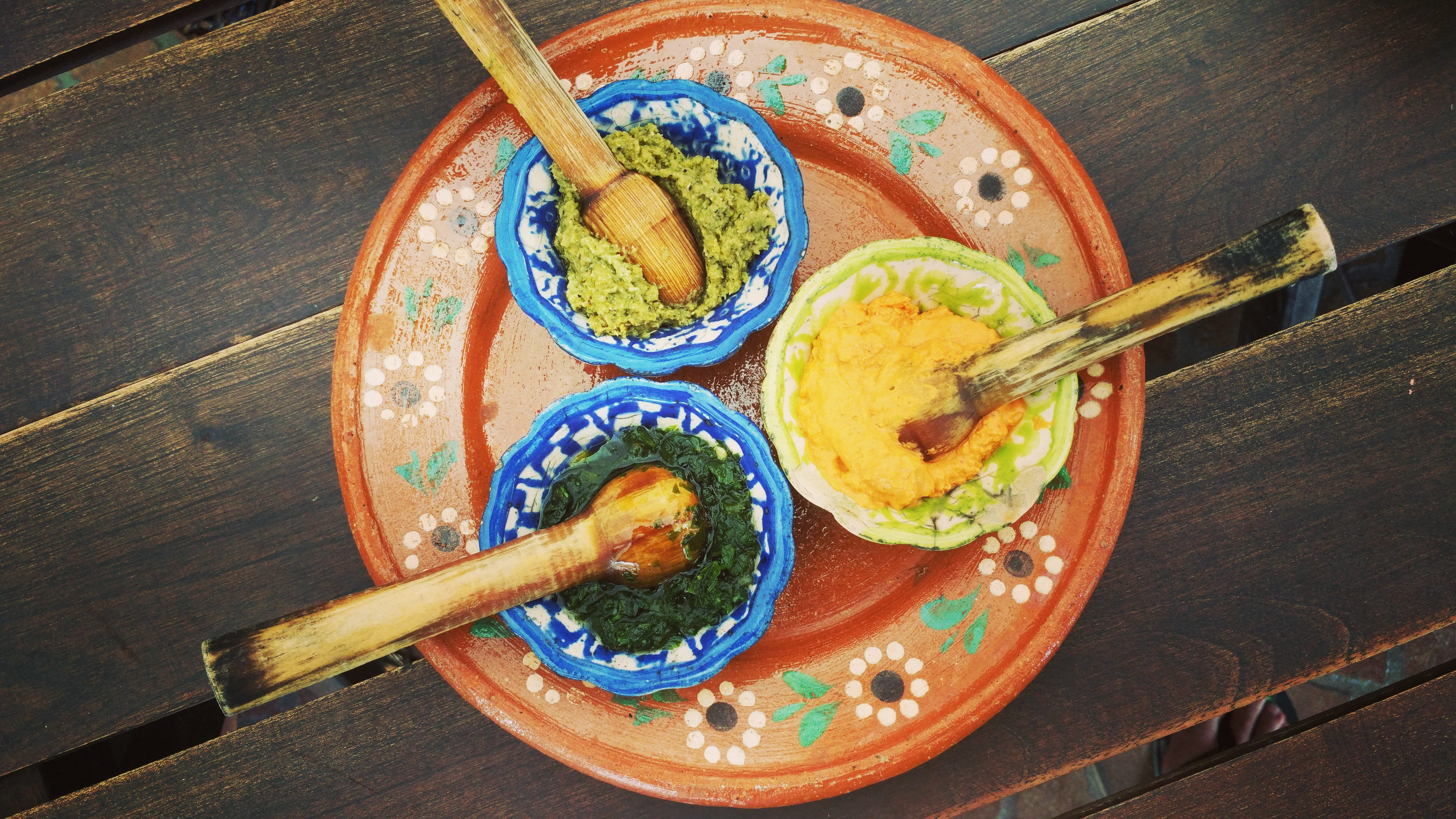
Salsas habanero, chipotle et chimichurri.

L'expression sauce salsa désigne généralement en France et au Québec une sauce tomate pimentée d'inspiration tex-mex. Celle-ci garnit fajitas, burritos et nachos.
L'expression est un pléonasme, salsa signifiant  déjà « sauce » en espagnol.
Aux États-Unis, le mot « salsa » désigne une sauce pimentée à base de tomates originaire du Mexique ou de l'Amérique centrale.
En Grande-Bretagne, ce terme désigne plutôt une salsa cruda (condiment composé de légumes crus hachés) d'inspiration mexicaine ou sud-américaine.
Au Mexique, les sauces portent, comme partout ailleurs, un nom différent selon leur composition : salsa roja picante, salsa verde.
Au Pérou, il existe également un plat appelé salsa criolla.